# Margaret của Scotland
Margaret của Scotland (tiếng tiếng Na Uy: Margrete, Margareta; 9 tháng 4 năm 1283 - 26 tháng 9 năm 1290) là một Vương nữ Na Uy được công nhận là Nữ vương Scotland sau cái chết của ông ngoại, Vua Alexander III, vào tháng 3 năm 1286.
Cô là con gái của Vua Eric II của Na Uy và Margaret, con gái của Vua Alexander III của Scotland. Margaret được sinh ra ở Tønsberg. Mẹ cô qua đời khi sinh con. Cha cô và các nhà lãnh đạo Scotland đã thương lượng cuộc hôn nhân của cô với Edward xứ Caernarfon, con trai của Vua Edward I của Anh. Cuối cùng cô được gửi đến Vương quốc Anh vào tháng 9 năm 1290, nhưng lại qua đời ở Orkney. Cái chết không đúng lúc của cô làm dấy lên cuộc tranh chấp quyền kế vị giữa mười ba đối thủ cạnh tranh cho chiếc vương miện của Scotland.

## Tuổi thơ
Margaret, Thiếu nữ Na Uy, là đứa con duy nhất của Vua Eric II của Na Uy và người vợ đầu tiên của ông, Margaret, con gái của Vua Alexander III của Scotland.Cô sinh ra ở Tønsberg, một thị trấn ven biển ở đông nam Na Uy, khi mẹ cô qua đời từ tháng 3 đến ngày 9 tháng 4 năm 1283, dường như là do do những biến chứng của quá trình sinh nở.Có con lúc chỉ mới 15 tuổi và sở hữu ít quyền lực hoàng gia, Vua Eric không muốn nói nhiều về tương lai của con gái mình. Thay vào đó, đứa trẻ Margaret được quản lý bởi ông trùm hàng đầu Na Uy, Narve, Giám mục Bergen. Sự lớn lên của Margaret ở thành phố Bergen cho thấy cuộc hôn nhân tương lai của cô ấy được kỳ vọng là quan trọng đối với chính sách đối ngoại của vương quốc.Hiệp ước năm 1281 sắp xếp cuộc hôn nhân của Eric và Margaret của Scotland quy định rằng công chúa Scotland và các con của bà sẽ kế vị ngai vàng của Scotland nếu Vua Alexander chết không để lại con trai hợp pháp.Hiệp ước cũng tuyên bố rằng các con gái của cặp đôi có thể thừa kế ngai vàng Na Uy "nếu đó là phong tục". Đảng Scotland dường như đã bị lừa vì luật kế vị của Na Uy, được hệ thống hóa vào năm 1280 chỉ quy định cho nam giới kế vị, có nghĩa là Người hầu gái không thể kế vị vương quốc của cha cô.